# Grenade, Haute-Garonne
Grenade, cũng gọi là Grenade-sur-Garonne, là một xã thuộc tỉnh Haute-Garonne trong vùng Occitanie tây nam nước Pháp. Xã này nằm ở khu vực có độ cao trung bình 115 mét trên mực nước biển.

## Di tích

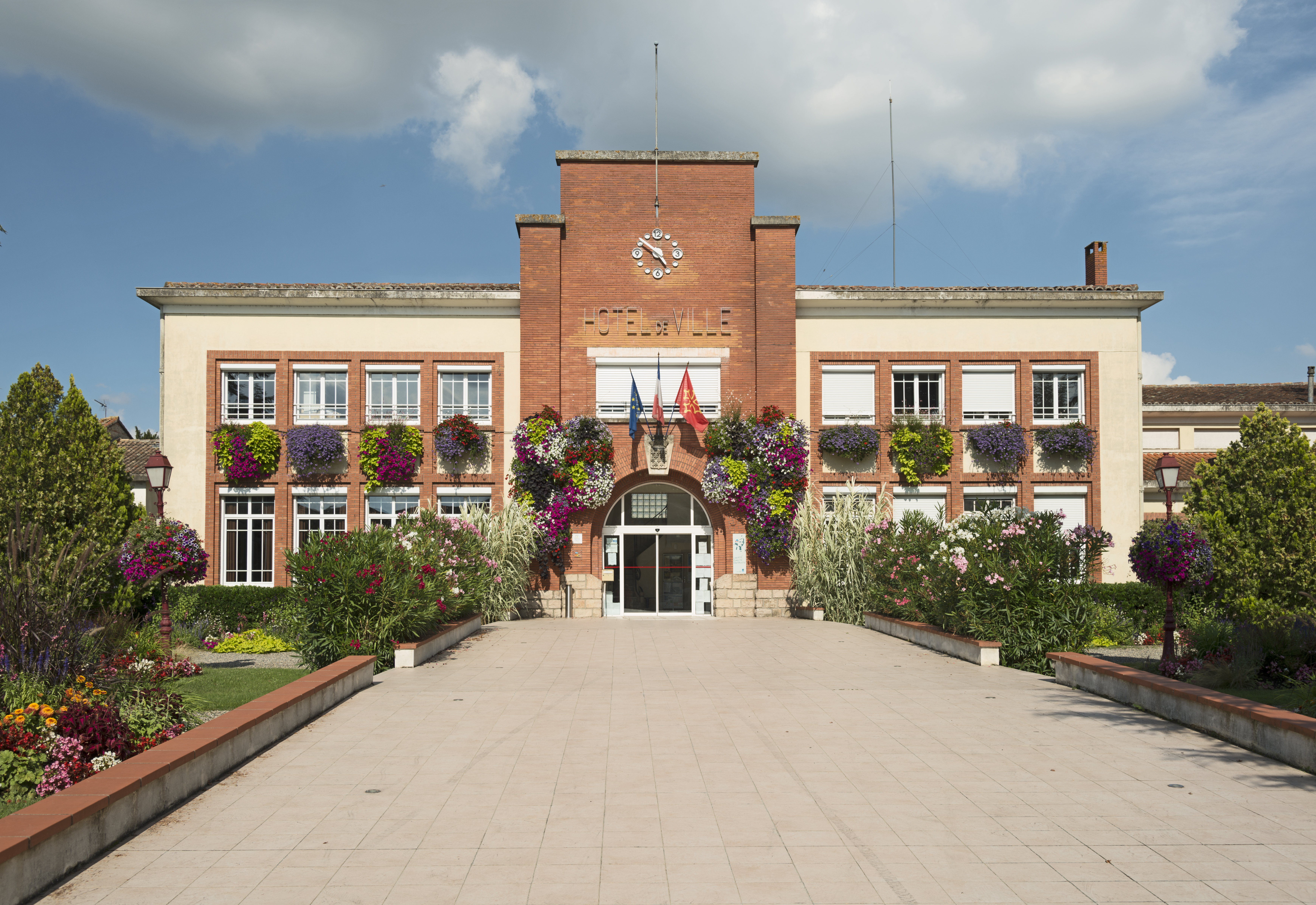
sảnh Town
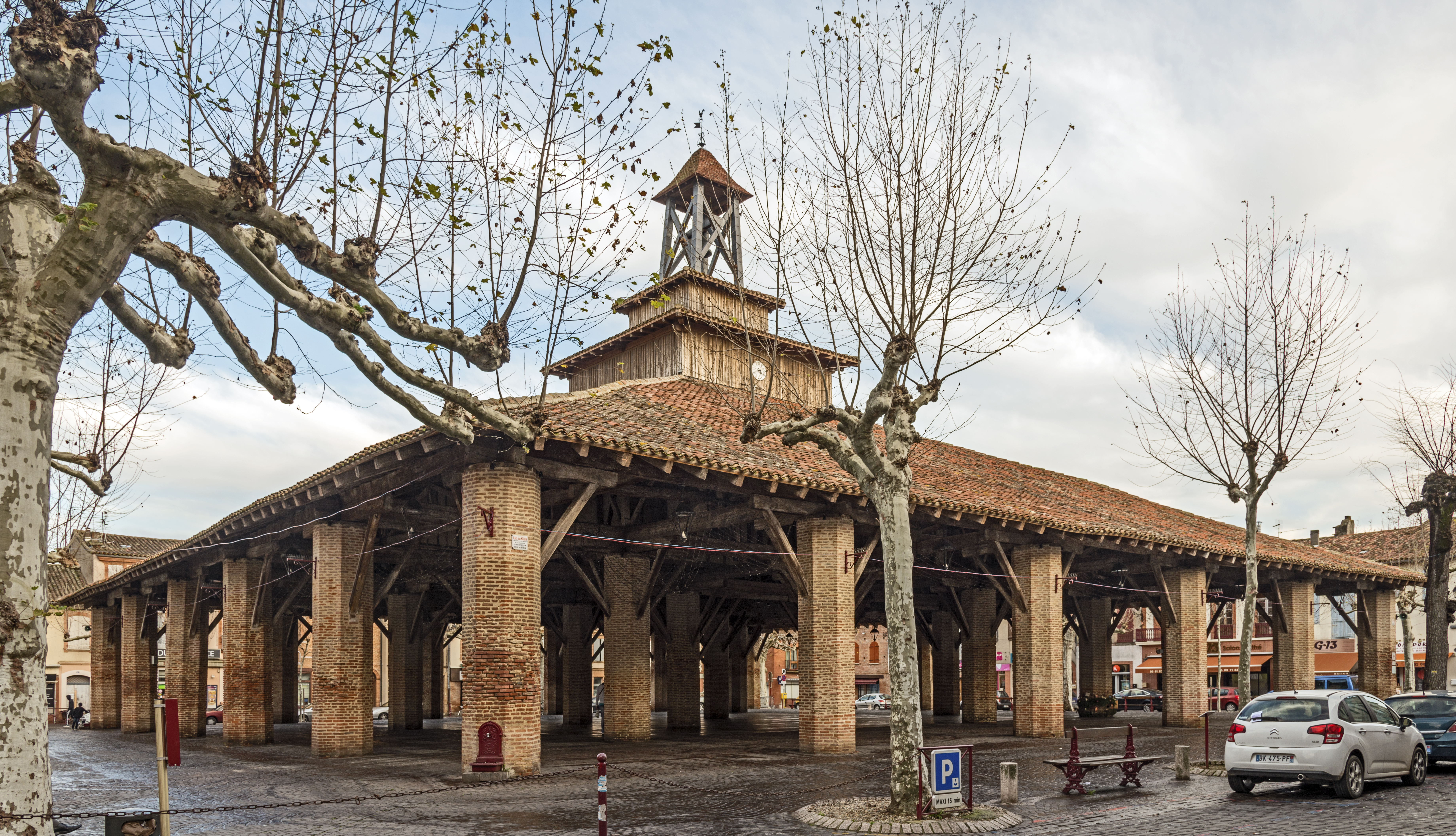
sảnh Thị trường
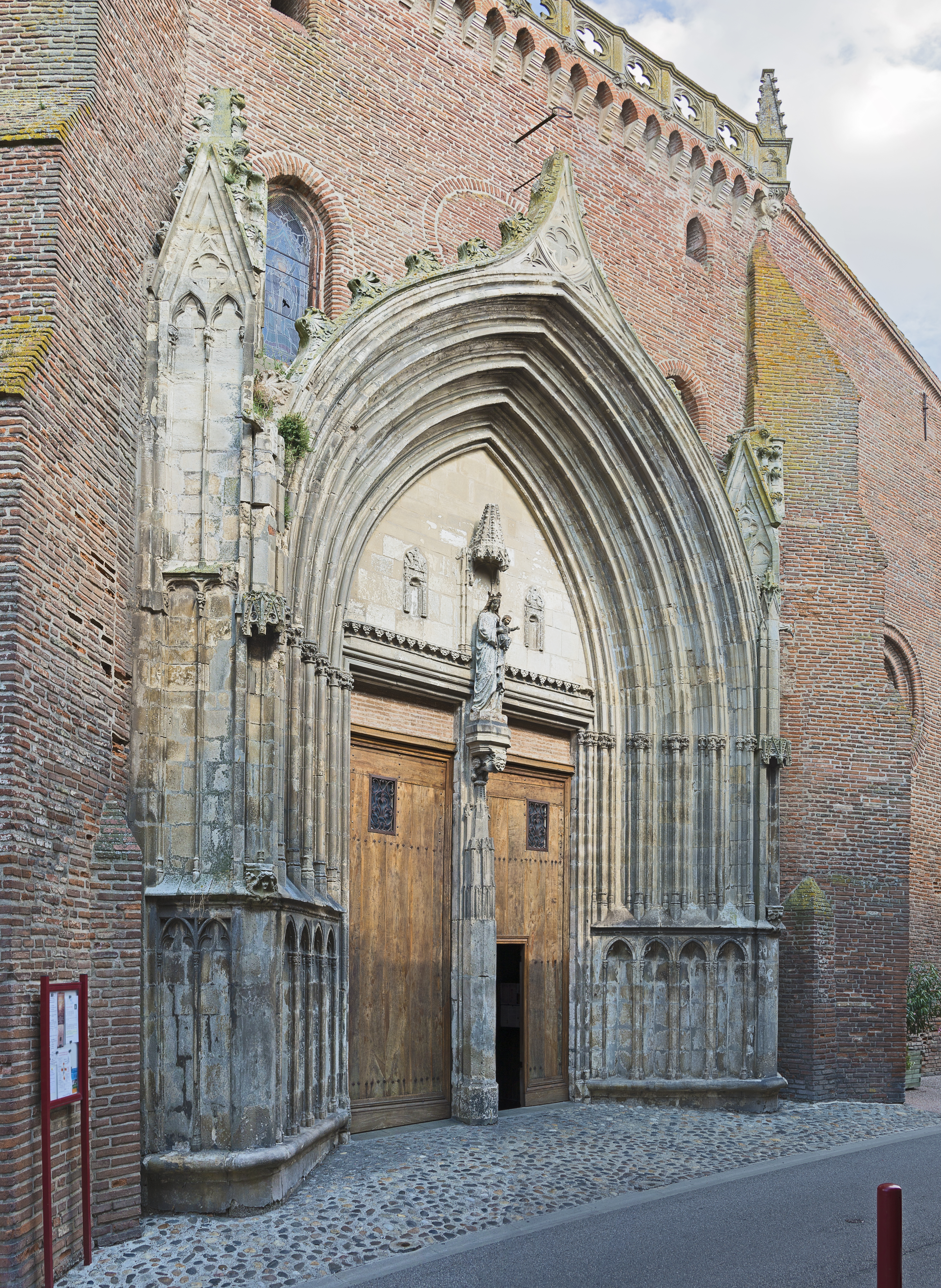
Hàng hiên của nhà thờ
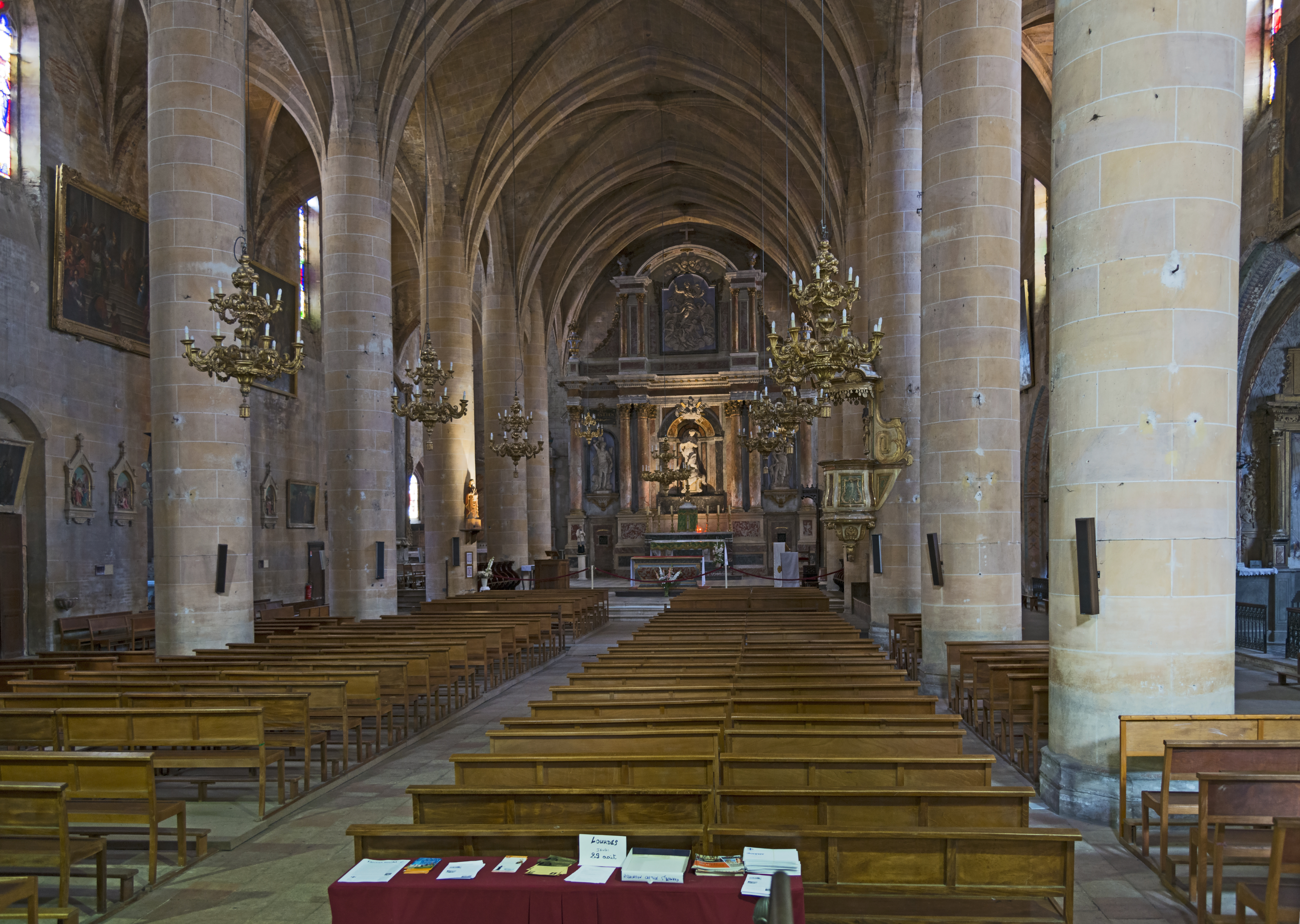
Nội thất của nhà thờ
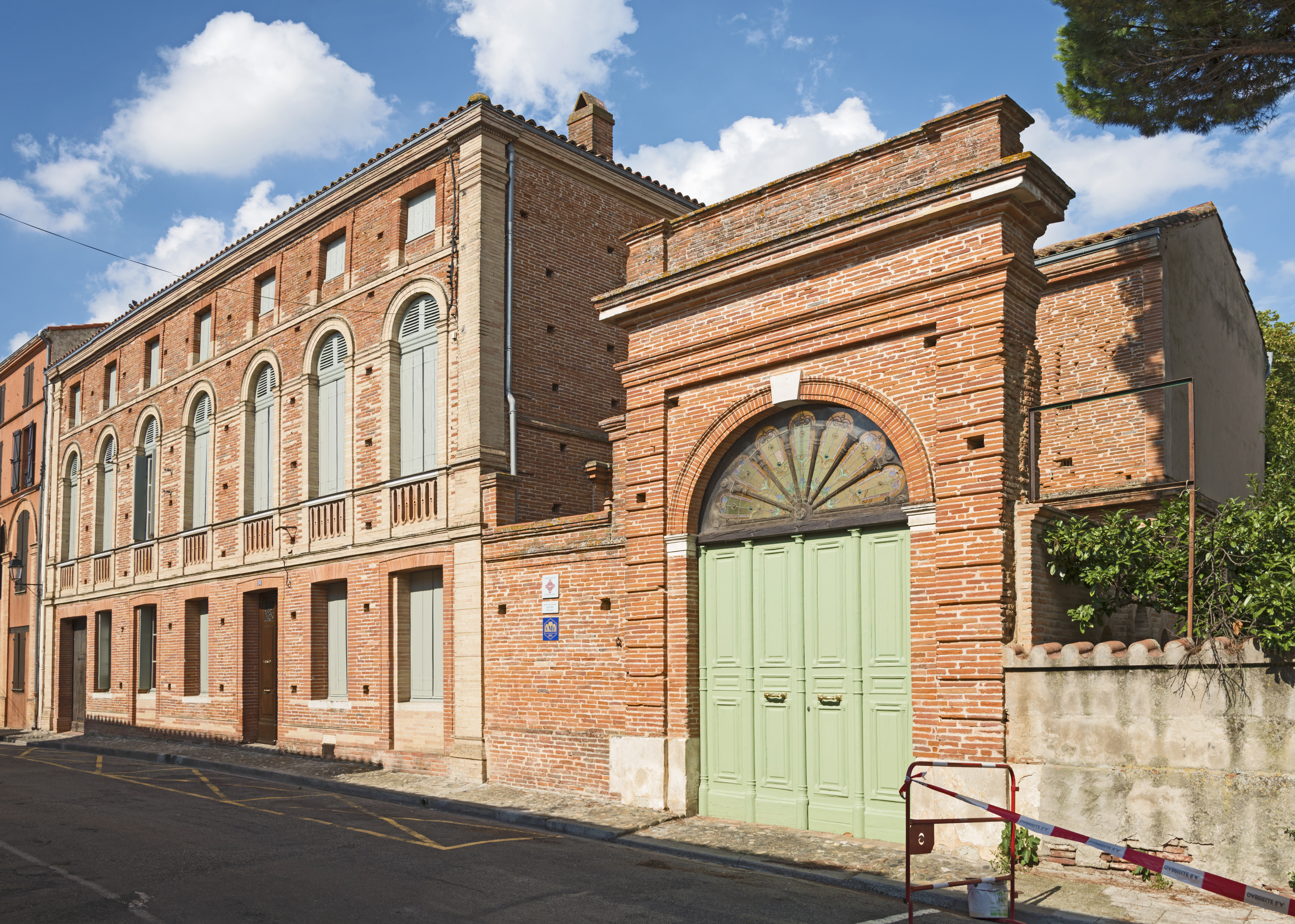
Nữ tu